# Regno di Ebrauc
Ebrauc sarebbe stato il nome di un regno altomedievale della Britannia del nord (odierna Inghilterra), che aveva come base la città di York, chiamata Caer Ebrauc nell’Historia Brittonum di Nennio. Questo toponimo derivava da quello romano di Eboracum. Nel moderno gallese è Efrog.

## Descrizione
Gli storici ritengono che, dopo il ritiro dei Romani dalla Britannia (ca. 410), la città sia fiorita come capitale di un regno indipendente, emerso forse attorno al 470 dalla frantumazione del reame settentrionale dell'Y Gogledd Hen (Il Vecchio Nord). L'area, conosciuta in britannico con il nome di Deifr (che significa "acque", che forse si riferisce alla sua collocazione costiera), potrebbe aver fatto parte del regno di York. È meglio conosciuto con il successivo nome anglosassone di Deira.
La poesia gallese di questo periodo indica come i Britanni dell'Y Gogledd Hen fossero divisi e in guerra tra di loro, invece di pensare a opporsi ai nemici comuni. Se il re nordico Peredur Paladr Hir (vedi Peredur) regnò a York, l'indipendenza del suo reame non durò però a lungo.
Nel 573 Peredur e suo fratello Gwrgi si scontrarono contro l'esercito del sovrano nordico Gwenddoleu e vinsero nella battaglia di Arfderydd (oggi Arthuret, nel Cumberland, ora Cumbria). Si pensa che il mago Merlino delle leggende arturiane sia stato uno dei pochi sopravvissuti a questa battaglia. Fu una vittoria di Pirro per questi due principi britannici del nord che, narrano gli Annales Cambriae, sette anni dopo furono uccisi in battaglia dagli Angli della Bernicia. In seguito, gli Angli di Deira si impossessarono della regione.
Il controllo dei Britanni sull'Ebrauc fu brevemente ristabilito da Cadwallon ap Cadfan del Gwynedd, che si impossessò dell'area dopo la battaglia di Hatfield Chase (ottobre del 632), nella quale fu ucciso il suo nemico, Edwin di Northumbria. Tre anni dopo, però, Cadwallon fu espulso da Oswald della Northumbria dopo la battaglia di Heavenfield. Così gli Angli imposero di nuovo il loro controllo su quest'area.

## Re di Ebrauc
- Einion ap Mor (ca. 470-ca. 505), fratello di Arthuis di Pennines
- Eliffer Gosgorddfawr (ca. 505-ca. 560)
- Peredur Paladr Hir (ca. 560-ca. 580)
- Gwrgi ap Eliffer (ca. 580) - fratello di Peredur, con cui regnò insieme
- Gwrgant Gwron (ca. 580) - figlio di Peredur, che reclamò il trono paterno